# Elmar Doch
Elmar Doch (* 15. April 1910 in Mühlhausen/Thüringen; † 10. Dezember 1971 in Heidenheim an der Brenz) war ein deutscher Kommunalpolitiker.

## Werdegang
Doch studierte Rechtswissenschaften und legte 1936 an der Rechts- und wirtschaftswissenschaftlichen Fakultät der Universität Tübingen seine Promotionsschrift vor. Während seiner Studienzeit in Tübingen war er Vorsitzender des Allgemeinen Studentenausschusses (AStA) und wurde 1928 Mitglied der Turnerschaft Hohenstaufia Tübingen.
Von 1946 bis 1954 war er Oberbürgermeister von Ludwigsburg. Von 1957 bis 1969 war er Oberbürgermeister von Heidenheim an der Brenz.

## Ehrungen
- Benennung der Elmar-Doch-Straße in Ludwigsburg
- Benennung des Elmar-Doch-Hauses in Heidenheim